# Бондарев, Станислав Владимирович
Станисла́в Влади́мирович Бо́ндарев (2 июня 1968, Ташкент, Узбекская ССР, СССР) — советский и российский футболист, полузащитник, защитник, нападающий.

## Карьера
Воспитанник ДЮСШ г. Тамбова.
На высшем уровне дебютировал 3 сентября 1985 года в высшей лиге чемпионата СССР в составе ростовского СКА. В команде провёл семь сезонов, сыграв во всех нелюбительских лигах.
В 1991 году перешёл в «Шахтёр» Донецк, провёл два матча на Кубок СССР. В 1992—2000 играл за «Жемчужину» Сочи, в сезоне 1993/94 играл за израильский «Бейтар» Тель-Авив. За «Жемчужину» в высшем дивизионе провёл 7 сезонов.
Профессиональную карьеру закончил в 2001 году в клубе второго дивизиона «Кузбасс-Динамо».